# Chester, South Dakota
Chester är en ort i Lake County i delstaten South Dakota, USA.